# Neue Rückversicherungs-Gesellschaft
Die Neue Rückversicherungs-Gesellschaft (NewRe) mit Sitz in Zürich ist eine international tätige Schweizer Rückversicherungsgesellschaft, die zur Gruppe Münchener Rück gehört.
NewRe beschäftigt rund 120 Mitarbeiter und erzielte 2017 ein Jahresergebnis von 128 Millionen Schweizer Franken. 1926 wurde das Unternehmen in Zürich gegründet, verlegte 1940 seinen Sitz nach Genf und retournierte schlussendlich im Jahr 2009. 
Das Unternehmen, das seit 1988 zur Münchener-Rück-Gruppe gehört, ist als Rückversicherer im Schaden-/Unfallgeschäft tätig und Anbieter von strukturierten Rückversicherungslösungen. Außerdem ist NewRe spezialisiert auf die Zeichnung weltweiten Geschäfts im Bereich Variable Annuitäten, Life Financing und Wetterderivate. Die Finanzkraft des Unternehmens wurde von S&P mit AA- und von A.M. Best mit A+ bewertet.

## Geschäftstätigkeit
- Nichtlebens-Rückversicherung (Geografischer Schwerpunkt: Europa)
  - Traditionelle Nichtlebens-Vertragsrückversicherung (Schaden/Unfall)
  - Naturkatastrophen-Schadenexzedenten
  - Maßgeschneiderte strukturierte Rückversicherungslösungen
- Lebensrückversicherung (Geografischer Schwerpunkt: Europa und Ostasien)
  - Rückversicherung von Variable-Annuitäten-Produkten
  - Life-Financing-Geschäft
- Wetterderivate